# Avetrana
Avetrana ist eine Gemeinde (comune) im nördlichen Teil des Salento.

## Geografie
Die Gemeinde hat 6194 Einwohner (Stand 31. Dezember 2023). Sie liegt in der italienischen Provinz Tarent in Apulien.

## Geschichte
Das Gebiet um Avetrana ist seit dem Neolithikum besiedelt. Seit römischer Zeit führt hier die antike Via Appia von Rom nach Brindisi vorbei.

## Verkehr
Der Haltepunkt Avetrana lag an der Bahnstrecke Martina Franca–Lecce, ist aber heute stillgelegt.

## Sehenswürdigkeiten
- Torrione, Reste eines Kastells, vermutlich normannischer Herkunft, wahrscheinlich erbaut zwischen 1050 und 1070 während der normannischen Herrschaft in Apulien, in den Quellen aber erstmals seit dem 14. Jahrhundert nachgewiesen.
- Chiesa Madre zwischen 1743 und  1756 auf Teilen eines älteren Vorgängerbaus errichtet, der bei einem Erdbeben von Nardò in der ersten Hälfte des 18. Jahrhunderts zerstört worden ist.
- Palazzo Imperiali am Largo Cavalarizza. Der ältesten Teile des Palastes sind paganer Herkunft, erweitert wurde er von der Familie Albrizzi. Die Familie Imperiali erweiterte den Palast im 18. Jahrhundert um einen Flügel. Auf dem Gelände befinden sind Karsthöhlen und archäologische Fundstätten.
- Auf dem Gebiet Masseria della Marina sind Überreste einer Siedlung und eines Begräbnisplatzes aus dem Neolithikum gefunden worden (6. Jahrtausend v. Chr.) Die Funde sind von der Soprintendenza archeologica Appuliens und der Universität Lecce gesichert und erforscht worden. Eine Dauerausstellung der Funde wird seit 2003 in den Kasematten von Torrione gezeigt.
- Die „Grotten von San Martino“ an der  Strada provinciale nach Torre Colimena enthalten Zeugnisse einer Nutzung durch Menschen vom Neolithikum an bis in römische Zeit.
- Bei San Francesco wurden Überreste einer römischen Villa freigelegt.
- Bei La Crava untersucht die römische Universität La Sapienza eine Fossilienfundstätte.